# Tiếng Lorrain
Tiếng Lorrain là một ngôn ngữ được nói trong một nhóm thiếu số ở Lorraine, Pháp, một số nơi ở Alsace và Gaume, Bỉ. Nó là một ngôn ngữ Oïl.
Nó là một ngôn ngữ vùng của Pháp và có tư cách là ngôn ngữ vùng của Wallonia, với cái tên là Gaumais. 